# L'Homme de la Mancha (album)
Pour les articles homonymes, voir L'Homme de la Mancha.
Albums de Jacques Brel
J'arrive
(1968) Ne me quitte pas
(1972)
L'Homme de la Mancha est le 11e album de Jacques Brel sorti en 1968.

## Genèse
Adaptation française  de la comédie musicale américaine L'Homme de la Mancha (1965).

## Liste des titres
- Le format original du disque était un 33 tours 25 cm.
- La liste des titres est établie d'après l'édition CD fac-similé de 2003.
- L'adaptation française des textes est de Jacques Brel.

Toutes les paroles sont écrites par Joe Darion, toute la musique est composée par Mitch Leigh.
| No  | Titre                                | Interprète(s)                                      | Durée |
| --- | ------------------------------------ | -------------------------------------------------- | ----- |
| 1.  | L'Homme de la Mancha                 | Jacques Brel, Jean-Claude Calon                    | 2:43  |
| 2.  | Un animal                            | Joan Diener                                        | 4:07  |
| 3.  | Dulcinéa                             | Jacques Brel et les Muletiers                      | 3:14  |
| 4.  | Vraiment je ne pense qu'à lui        | Louis Navarre, Constance Arnaud, Marguerite Paquet | 3:20  |
| 5.  | Le Casque de Mambrino                | Jacques Brel, Jacques Prowins, Jean-Claude Calon   | 2:06  |
| 6.  | Chacun sa Dulcinéa                   | Louis Navarre                                      | 2:27  |
| 7.  | Pourquoi fait-il toutes ces choses ? | Joan Diener                                        | 3:31  |
| 8.  | La Quête                             | Jacques Brel                                       | 2:36  |
| 9.  | Sans amour                           | Gérard Clavel et les autres Muletiers              | 1:51  |
| 10. | Gloria                               | Armand Mestral, Joan Diener, Jean-Claude Calon     | 2:46  |
| 11. | Aldonza                              | Joan Diener, Jacques Brel                          | 4:17  |
| 12. | Le Chevalier aux miroirs             | Jean Mauvais, Jacques Brel                         | 2:02  |
| 13. | La Mort                              | Joan Diener, Les prisonniers                       | 9:44  |

## Crédits

### Production
- Arrangements et direction d'orchestre : François Rauber
- Prise de son : Gerhard Lehner
- Crédits visuels : Luc Simon
- Attachée de Presse :Claude le Gac